# My Skin is Cold
My Skin is Cold er en ep fra det norske black metal-band Satyricon. Den indeholder en ny sang, to remastered samt to livesange fra en koncert hvor et orkester optrådte med bandet.

## Spor
Disk 1 (lyd-cd):
1. "My Skin is Cold" – 05:06
2. "Live Through Me (Re-mastered)" – 05:12
3. "Existential Fear-Questions (Re-mastered)" – 06:02
4. "Repined Bastard Nation (Live w/orchestra)" – 05:48
5. "Mother North (Live w/orchestra)" – 09:06

Disk 2 (vinyl):
1. "My Skin Is Cold" – 05:06
2. "Mother North" – 09:06

| Musik | Spire Denne musikartikel er en spire som bør udbygges. Du er velkommen til at hjælpe Wikipedia ved at udvide den. |